# Pentapedilum ruandae
Pentapedilum ruandae är en tvåvingeart som beskrevs av Freeman 1955. Pentapedilum ruandae ingår i släktet Pentapedilum och familjen fjädermyggor. Inga underarter finns listade i Catalogue of Life.